# Street Fighter EX 3
 (octobre 2019).
Si vous disposez d'ouvrages ou d'articles de référence ou si vous connaissez des sites web de qualité traitant du thème abordé ici, merci de compléter l'article en donnant les références utiles à sa vérifiabilité et en les liant à la section « Notes et références ».
Street Fighter EX 3 est un jeu vidéo de combat édité par Capcom et développé en collaboration avec Arika, sorti le 4 mars 2000 au Japon, puis le 26 octobre en Europe et le 2 mars 2001 aux États-Unis. Contrairement aux autres titres de la franchise, le titre sort exclusivement sur PlayStation 2, sur laquelle il sert de titre de lancement.
Street Fighter EX 3 est le seul et unique opus de la franchise Street Fighter à ne jamais être sorti sur bornes d'arcade.

## Système de jeu

### Gameplay
Street Fighter EX3 reprend le gameplay de son prédécesseur, Street Fighter EX2 Plus, et permet aux personnages de ressortir les "Super Combos" et les "Meteor Combos" des opus précédents de la série. Une différence cependant réside dans le remplacement du "Guard Break" (Brise-garde) des deux premiers opus de la série EX, par un système similaire du nom de  "Surprise Blow" ("Hard Attack" au Japon), qui ne consomme pas l'énergie destinée aux Super Combos mais peut désormais être bloquée par le personnage-cible.
D'autres additions incluent la "Critical Parade" (appeler un partenaire pour quelques secondes) et le "Momentary Combo" (enchainer plusieurs coups spéciaux). Certains personnages, comme Skullomania, ont reçu de nouvelles attaques.
La nouveauté principale de Street Fighter EX3 réside dans les combats par équipe, similaires à l'autre titre de lancement de la console, Tekken Tag Tournament, permettant aux joueurs d'alterner entre plusieurs personnages pour multiplier les possibilités de combo.

### Modes de jeu
Le mode original permet au joueur de recruter jusque quatre personnages, et de choisir ses prochains adversaires comme dans Street Fighter III. Ledit mode inclut des objectifs à remplir par le joueur pour obtenir des trophées de Platine, d'Or, d'Argent ou de Bronze, qui en retour débloquent des fonctionnalités supplémentaires.
Le mode Arène permet des combats handicap de 2 contre 1, voire 1 contre 3, et permet l'utilisation du Multitap pour connecter plus de deux joueurs sur un même combat. Ledit mode, à l'instar des modes VS et combat par équipe, réemploie les bandes-son des opus précédents selon les personnages, alors que le mode original emploie de nouveaux thèmes affectés aux différentes arènes.
Le mode Création de personnage permet au joueur de compléter de nombreux défis à l'aide du nouveau-venu, Ace, et remporter des points d'expérience, à l'aide desquels le joueur peut déverrouiller de nouveaux coups spéciaux, et ainsi équiper Ace d'une palette de coups totalement personnalisée.

## Personnages

### Principaux
- Ryu
- Ken Masters
- Chun-Li
- Zangief
- Guile
- Blanka
- Dhalsim
- Vega
- "Bloody" / Hokuto Mizukami
- Sakura Kasugano
- Nanase Mizukami

- Doctrine Dark
- Cracker Jack
- Skullomania

- Sharon Dame

- Ace

### Cachés
- Pullum Purna
- Darun Mister
- Area
- Kairi Mizukami
- Vulcano Rosso
- Garuda
- Shadowgeist
- Sagat
- M. Bison

### Secrets (non-sélectionnables)
- M. Bison II
- S. Bison
- Evil Ryu
- Narrator Sakura

## Accueil
- Jeuxvideo.com : 13/20[1]
- Gamecritics : 7.5/10[2]
- Next Generation : ☆[3]

Le jeu a vendu 207000 exemplaires au Japon dans sa seule semaine de lancement, et s'est classé dans le Top 10 des ventes sur l'archipel.